# لوسيو دي كارو
لوسيو دي كارو (بالإيطالية: Lucio De Caro)‏ هو كاتب سيناريو ومونتير وصحفي ومخرج إيطالي، ولد في 15 يناير 1922 في بسكارا في إيطاليا.

## وصلات خارجية
- لوسيو دي كارو على موقع IMDb (الإنجليزية)
- لوسيو دي كارو على موقع ألو سيني (الفرنسية)
- لوسيو دي كارو على موقع أول موفي (الإنجليزية)
- لوسيو دي كارو على موقع قاعدة بيانات الأفلام السويدية (السويدية)
- لوسيو دي كارو على موقع قاعدة بيانات الفيلم (الإنجليزية)
- لوسيو دي كارو على موقع كينوبويسك (الروسية)